# معاصر بيت الدين
معاصر بيت الدين وتعرف أيضاً باسم «عين المعاصر»، هي إحدى القرى اللبنانية من قرى قضاء الشوف في محافظة جبل لبنان. هناك قرية أخرى تحمل رسميا اسم معاصر الشوف لكنها مشهورة بمحميّة غابة الارز.

## موقعها
تعلو حوالي 900 متراً عن سطح البحر. تبعد 42 كلم عن العاصمة بيروت. تقع على كتف وادي يمتد غرباً بمحاذاة دير القمر وصولاً إلى الدامور على الساحل، كما تشكّل مفترق طرق رئيسي يصلها غرباً بدير القمر وجنوباً ببيت الدين مركز القضاء وشرقاً بكفرنبرغ وشمالاً بكفرقطرة ووادي الست.

## معالمها
مشهورة بعين الماء الذي يقصده أهل الجوار لعذوبة مياهه، وبكرخانة الحرير (معمل الحرير) الذي يعود بناءه إلى القرن التاسع عشر، ويوجد فيها معاصر حجرية موجودة على تلّة الرام شمال البلدة حيث تقع أيضاً بركة الرام. كما تمر فيها على تلّة «مسكيفه» في الشرق قناة المياه التي بناها الأمير بشير الثاني الشهابي ليصل مياه نبع الصفا إلى قصره في بيت الدين وتعرف بقنا المير أو قنا الاخوت نسبة إلى أخوت شاناي. وتروي هذه القناة أراضي البلدة الزراعية. كان يقصدها الأمير بشير الثاني الشهابي للصيد فبنى فيها، حوالي سنة 1830، كنيسة مار الياس الحيّ التي هدمت في أبلول 1983 على أثر حرب الجبل بين الدروز و[[مسيحية|المسيحيين ثم أعيد بناؤها مع عودة أبناء البلدة المهجّرين اليها. تشتهر بزراعة الفاكهة خاصةً التفاح والإجاص والدرّاق والعنب والزيتون بالإضافة إلى بعض الخضار. 

## سكانها
يبلغ عدد أبناء البلدة حوالي 1700 نسمة من الطائفة المارونية،  من عائلاتها: عبّود، صعب، راشد، أبو جودة،الخوري، شكيبان، وازن، فارس، بطرس.. .